# 臺陽美術協會
臺陽美術協會，簡稱臺陽美協，為1934年（昭和9年）11月12日，由臺灣畫家廖繼春、顏水龍、陳澄波、陳清汾、李梅樹、李石樵、楊三郎，與在台日本畫家立石鐵臣等人於台北市聯合組織的美術團體。

## 歷史

### 成立
1934年11月12日，廖繼春、顏水龍、陳澄波、陳清汾、李梅樹、李石樵、楊三郎與立石鐵臣八位西洋畫家會員組成的臺陽美術協會，於臺北鐵道飯店進行成立大會。成立大會除了會員六位（廖繼春、李石樵缺席）之外，亦邀請臺灣總督府營繕課長井手薰、西洋畫家鹽月桃甫等人與會。成立大會中，由陳澄波代表進行問候、立石鐵臣進行宣言朗讀、李梅樹報告組織之經過。
另外，於〈臺陽美術協會成立聲明書〉中，表示臺陽美術協會成立之立場：

這次我們以同人之鼎力，擬組織西畫團體臺陽美術協會。在臺灣已有臺灣美術展覽會，繼續舉行八屆展覽，爲臺灣美術界貢獻甚大，我們爲了想更進一步來普及美術思想，以期美術家之進步起見，同志聚集相謀，決定組織此協會，這不但是本島一般人士之要求，亦是我們必然之欲求。
本協會除了爲我們同人互相砌磋琢磨之機關外，呼籲全島以公募展覽會，爲新進美術家能有自由發表之機會，並且欲使其能成爲一般人士精神生活之糧，相信我們眞摯的努力與本協會之發展，一定對本島之文化有莫大之貢獻。但，只靠我們區區之力量，絕對不能達成如此真大之使命，於是冀望全島之美術受好者，蘋時賜教指導，以期產生明朗健全之美術。。

### 命名
依據創立會員顏水龍所回憶，「臺陽」為他所命名，是以西洋繪畫中印象派對於物體在陽光照射下色彩變化進行分析的寓意，加上身在故鄉臺灣，故取名為「臺陽」。而臺灣美術史學者蔡家丘進一步指出，從史料中可以發現，臺陽美術協會成立大會中提及「（臺陽）如相對於帝展的東光會般支持臺展」，再加上會員們延續「赤島」以臺灣為主體的詞意，最終眾人採用了顏水龍提出之「臺陽」之名。

### 發展
為有別於官辦的「臺灣美術展覽會」以及「臺灣總督府美術展覽會」（簡稱「臺、府展」），展期皆為秋天；「臺陽美術展覽會」（簡稱「臺陽展」）於每年春天的四、五月舉辦。第一回臺陽展於1935年5月4日至12日，在臺北教育會館舉辦。1938年第三回臺陽美術協會發表「公開審查」聲明，決議「出品審查」公開進行，為當時臺灣美術展覽會少見之審查形式。1940年第六回臺陽展增設東洋畫部，宣布村上無羅、呂鐵州、陳進（陳氏進）、郭雪湖、林玉山、陳敬輝（中村敬輝）為東洋畫部會員。1941年第七回臺陽展再增設雕刻部，鮫島台器、陳夏雨、蒲添生為雕刻部會員。此後，臺陽美術協會具有「西洋畫部」、「東洋畫部」以及「雕刻部」，從單純的西洋畫團體轉變為綜合美術團體。。
1944年，臺陽美術協會舉辦第十回展，但此回展覽會並未對外募集作品，而是臺陽美協邀請島內一流藝術家參展。1945、1946、1947年三年因為戰爭以及時局之故沒有舉辦展覽會。1948年臺陽美協復辦第11回臺陽展，後持續至今。戰後臺陽美協歷任理事長有楊三郎、顏水龍、吳隆榮、賴武雄等人。

## 日治時期臺陽美展[7]
第一回臺陽展
- 時間：1935年5月4日至12日
- 地點：臺北教育會館
- 受賞者：（會友推薦）陳德旺、山田東洋（臺陽賞）森島包光、蘇秋東、吉田吉

第二回臺陽展
- 時間：1936年4月26日至5月3日
- 地點：臺北教育會館
- 受賞者：（會友推薦）林克恭、蘇秋東（臺陽賞）水落克兒、許聲基

第三回臺陽展
- 時間：1937年4月29日至5月3日
- 地點：臺北教育會館
- 移動展：臺中市公會堂（1937年5月8日至5月10日）、臺南市公會堂（1937年5月15日至5月17日）
- 受賞者：（會友推薦）許聲基、水落光博（臺陽賞）陳春德、越智浪右衛門

第四回臺陽展
- 時間：1938年4月29日至5月1日
- 地點：臺北教育會館
- 受賞者：（會友推薦）陳春德（臺陽賞）西川武人

第五回臺陽展
- 時間：1939年4月28日至5月1日
- 地點：臺北教育會館
- 移動展：臺中市公會堂（1939年5月6日至5月7日）、彰化市公會堂（1939年5月13日至5月14日）、臺南市公會堂（1939年6月3日至6月5日）
- 受賞者：（臺陽賞）中原正幸（植棋獎勵賞）山田東洋（ホルべイン賞）鄭安（べエルネ賞）許錦林

第六回臺陽展
- 時間：1940年4月27日至4月30日
- 地點：臺北市公會堂
- 受賞者：（植棋獎勵賞）陳春德（臺陽賞）田島正友（ホルべイン賞）芳野二夫（ヴエルネ賞）黃奕濱

第七回臺陽展
- 時間：1941年4月26日至4月30日
- 地點：臺北市公會堂
- 移動展：臺中市公會堂（1941年5月10日至5月11日）、彰化市公會堂（1941年5月16日至5月17日）、臺南市公會堂（1941年5月24日至5月25日）、高雄市公會堂（1941年6月1日至6月2日）
- 受賞者：（會友推薦）廣內水文、李秋禾、邱潤銀（臺陽賞）余德煌、芳野二夫（ホルべイン賞）佐伯信夫（ヴエルネ賞）乃村好澄

第八回臺陽展
- 時間：1942年4月26日至4月30日
- 地點：臺北市公會堂
- 受賞者：（會友推薦）方昭然、深川亦彬（臺陽賞）林柏壽、中村幸平（南方美術振興會獎勵賞）古莊鴻連、曾福四郎

第九回臺陽展
- 時間：1943年4月28日至5月2日
- 地點：臺北市公會堂
- 受賞者：（會友推薦）佐々木福四郎（臺陽賞）許眺川、玉岡久肪（大木獎勵賞）山口讓一、鄭世璠

第十回臺陽展
- 時間：1944年4月26日至4月30日
- 地點：臺北市公會堂

## 立場
臺陽美協的創立，在臺灣美術史上意義重大，當時畫評家王白淵曾言道：「以臺陽美術協會為中心的藝術運動，亦即是臺灣民族主義運動在藝術上的表現。」臺陽美協成立後，即受到臺灣文化協會負責人蔡培火和臺灣地方自治聯盟要角楊肇嘉等人的大力聲援，而被視為知識份子在反殖民上的文化表現。史家薛化元曾引1940年廖繼春的文章〈臺陽展新感〉，否定「臺陽美協反日說」。
廖繼春〈臺陽展新感〉指出：

臺陽美協到底是什麼樣的組織？它擁有什麼樣的內質？今天我想將這個問題簡單地說明一下：在我等美術家共同努力下，近年來美術的愛好者已大量地增加了，但是依然有種種的誤解，以為臺陽美術協會的成立是針對著臺展來舉起反叛的旗幟。其實，我們只不過因為看到秋天的臺灣島已有了臺展在修飾著它，所以才想起應該以什麼來修飾臺灣的春天，臺陽展是在這種需要下組織起來的，它的傾向和它的思想與臺展是完全一致的，至於與臺展並立的想法我們絕對是沒有的。會員的成分，不論日臺畫家，只要是思想穩健的同志都受到我們的歡迎，這才是我們創會的主旨，因此我們絕對不帶民族偏見的色彩，其目的只是為藝術精進，文化向上，會員親睦，僅此而已。

### 註腳
1. ↑  詹凱琦，〈李梅樹與30年代後期臺陽美術協會的文化活動〉，《現代美術建設新鄉里：日治時期李梅樹美術活動及人物畫研究》（台北：國立臺灣大學藝術史研究所碩士學位論文，2013年），頁45-47。
2. ↑  李梅樹主講，〈第11次「台灣研究研討會」紀錄：台灣美術的演變〉，《台灣風物》31卷 4期（1981年12月），頁127。
3. ↑  中研院臺灣史研究所檔案館，〈臺陽美術協會誕生：一起妝點臺灣的春天吧！〉https://archives.ith.sinica.edu.tw/collections_con.php?no=301 （页面存档备份，存于）
4. ↑  蔡家丘，〈回歸史料讀歷史：淺談台陽美術協會的研究與史料運用〉https://artouch.com/artcobooks/content-144916.html （页面存档备份，存于）
5. ↑  朱佑霖，〈2024梅樹月：歡慶臺陽美協成立90週年，裸婦作品「春色無邊」引爭議？〉https://artouch.com/art-news/content-141705.html （页面存档备份，存于）
6. ↑  臺陽美術協會，〈臺陽美術協會簡介〉https://www.taiyang.tw/about （页面存档备份，存于）
7. ↑  蕭亦翔、張哲維編，〈1934-1945台陽美術協會年表〉，《裝飾台灣的春天：1934-1945台陽美術協會資料彙編》（臺北：典藏藝術家庭，2024年6月），頁8-17。
8. ↑  謝里法，《日據時代臺灣美術運動史》，藝術家出版社1992年5月三版，第149頁。

## 外部連結
- 臺陽美術協會簡介
- 臺陽美術協會 （页面存档备份，存于）
- 臺陽美術協會誕生：一起妝點臺灣的春天吧！ （页面存档备份，存于）